# Velko Markov
Velko Petrov Markov, conocido como Milton, fue un socialista revolucionario búlgaro y dirigente de la Organización Interna Revolucionaria de Macedonia.
Velko Markov nació el 12 de febrero de 1870 en el seno de una familia pobre en el pueblo de Seltsé, en el ahora Municipio de Kruševo, y entonces parte del Imperio Otomano. En 1892 o 1894 se trasladó a Sofía, donde trabajó como constructor y carpintero. Se asoció con Vasil Glavinov y se convirtió en miembro del Partido socialdemócrata obrero búlgaro. Fue fundador del sindicato de carpinteros de Sofía y del Partido Socialista de Macedonia en 1896. En 1899 se trasladó a Kruševo y posteriormente se instaló en Bitola como carpintero. En Bitola creó un círculo socialista, y el 2 de junio de 1900 organizó una conferencia socialista en Kruševo, en la que los grupos socialistas decidieron aliarse en la Organización Interna Revolucionaria de Macedonia (OIRM).
En marzo de 1901 se unió al grupo de Nicolas Rusinsky pero en agosto Markov ya se había convertido en el líder del grupo. En Kruševo los ciudadanos protestaron contra el jefe de la policía Ali Effendi. Pero el comité de investigación y Ali Effendi realizaron persecuciones y palizas. Muchas personas fueron arrestadas, y una docena del grupo de Markov, incluyendo tres profesores entre los que se encontraba Peter Ivanov fueron expulsados. El 26 de mayo, el grupo se encontraba en el pueblo de Rakitnitsa, atacado por tropas y partisanos y empezó una batalla que duró todo el día. El rebelde Tircho Karev, de Kruševo, intentó suicidarse, pero falló y pidió a sus compañeros que le mataran. Desde Kruševo se envió ayuda bajo el mando de Yordan Piperkata pero no lograron atravesar el cerco. El destacamento informó de seis muertes, incluyendo la de Velko Markov, y varios fueron capturados. Gyurchin Naumov y tres rebeldes lograron romper el cerco y huir de los turcos.
Al día siguiente, fueron asesinados seis aldeanos en Rakitnitsa, fueron heridas dos personas, 30 personas torturadas, 14 casas quemadas y otras 14 saqueadas. El profesor y revolucionario Andrey Hristov fue torturado.